# Эль-Хасака

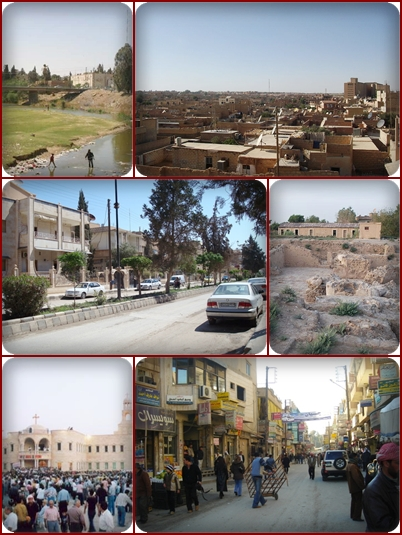

Эль-Ха́сака, Ха́секе (араб. الحسكة‎, курд. Hesîçe, Hesêçe) — город на северо-востоке Сирии в Западном Курдистане, административный центр одноимённой мухафазы. Второй по населению город мухафазы (81 809 человек) после Эль-Камышлы. Через Эль-Хасаку протекают реки Хабур и Джаг-Джаг (бассейн Евфрата). Расстояние до Дамаска — 600 км, до Алеппо — 494 км, до Дайр-эз-Заура — 179 км.

## История
Первые поселения в Эль-Хасаке появились в османскую эпоху, ввиду выгодного географического положения. В 1920-е годы город перешёл, как и остальная часть Сирии, под контроль Франции. 
В апреле 1922 г. здесь разместился французский гарнизон.
В период французского мандата почти всё население города было христианским и представлено ассирийцами и армянами, спасшимися от Геноцида в Османской империи (геноцид армян, геноцид ассирийцев) — беженцами из санджака Хаккяри провинции Ван.
В 1933 году сюда прибыли ассирийцы из Ирака, спасавшиеся от резни в Сумайиле.
Затем в Эль-Хасаку переехали сирийцы из других частей страны и курды-беженцы с юга Турции.
Сегодня в городе имеется большое число церквей, самая известная из которых — собор Св. Георгия.

## Тель-Брак
Тель-Брак — археологическое городище на территории сирийской провинции Эль-Хасеке (Аль-Хасака) в верховьях реки Хабур, одно из крупнейших городищ древней северной Месопотамии. Высота холма составляет около 40 м, длина около 1 км, а площадь около 130 гектаров.

## Экономика
Экономика города основана на сельском хозяйстве. Эль-Хасака держит первое место в Сирии по выращиванию пшеницы и второе — по хлопку. Развитию города также способствовал нефтяной бум 1970-х годов.

## Спорт
В городе базируется футбольный клуб «Аль-Джазира».